# Oviraptorosauria
Die Oviraptorosauria (abgeleitet von lateinisch ovis – „Ei“; raptor – „Räuber“ und altgriechisch σαῦρος (saũros) = Echse, Reptil) sind eine Gruppe der Dinosaurier innerhalb der Theropoden.
Es waren zweibeinig laufende, kleine bis mittelgroße Theropoden, die in der Größe vom truthuhngroßen Caudipteryx bis zum 8 Meter langen Gigantoraptor variierten. Der kurze und tiefe Schädel wies einen oft zahnlosen Schnabel auf, der auf eine pflanzen- oder allesfressende Ernährungsweise hindeutet. Einige Gattungen zeigten zudem einen auffälligen Schädelkamm. Oviraptorosauria hatten ein sehr vogelähnliches Erscheinungsbild und waren vermutlich nahe mit den Vorfahren heutiger Vögel verwandt – einige Forscher vermuten sogar, dass es sich tatsächlich um flugunfähige Vögel gehandelt hat, die sich aus flugfähigen Vorfahren entwickelt haben. Mindestens einige basale (primitive) Gattungen waren gefiedert.
Systematisch können Oviraptorosauria in primitive Gattungen wie beispielsweise Caudipteryx und in die Gruppen Oviraptoridae und Caenagnathidae eingeteilt werden. Innerhalb der Theropoden werden sie zu den Maniraptora gezählt, wobei die Therizinosauroidea als nächste Verwandte angesehen werden. Zusammen mit den Therizinosauroidea bilden die Oviraptorosauria das Taxon Oviraptoriformes.

## Merkmale

### Schädel
Oviraptorosauria zeichneten sich durch eine kurze Schnauze und tiefe, zu einem Schnabel geformte Kiefer aus. Die Kiefer waren zahnlos, bei den basalen Gattungen Avimimus, Caudipteryx, Protarchaeopteryx und Incisivosaurus zeigten sich aber vier Zähne im Zwischenkieferbein (am vorderen Ende des Oberkiefers) und teilweise wesentlich kleinere Zähne im Unter- und Oberkiefer. Bei Caudipteryx waren die Zahnkronen nadelartig. Incisivosaurus zeigte eine ausgeprägte heterodonte Bezahnung: So war der jeweils erste Zahn auf jeder Seite des Zwischenkieferbeins zu einem Schneidezahn abgeflacht und extrem verlängert. Das Zwischenkieferbein war kurz, aber sehr tief und zeigte eine gekerbte Schneidekante an der Unterseite. Die Kieferknochen waren wahrscheinlich von einem Schnabel aus Hornsubstanz umgeben.

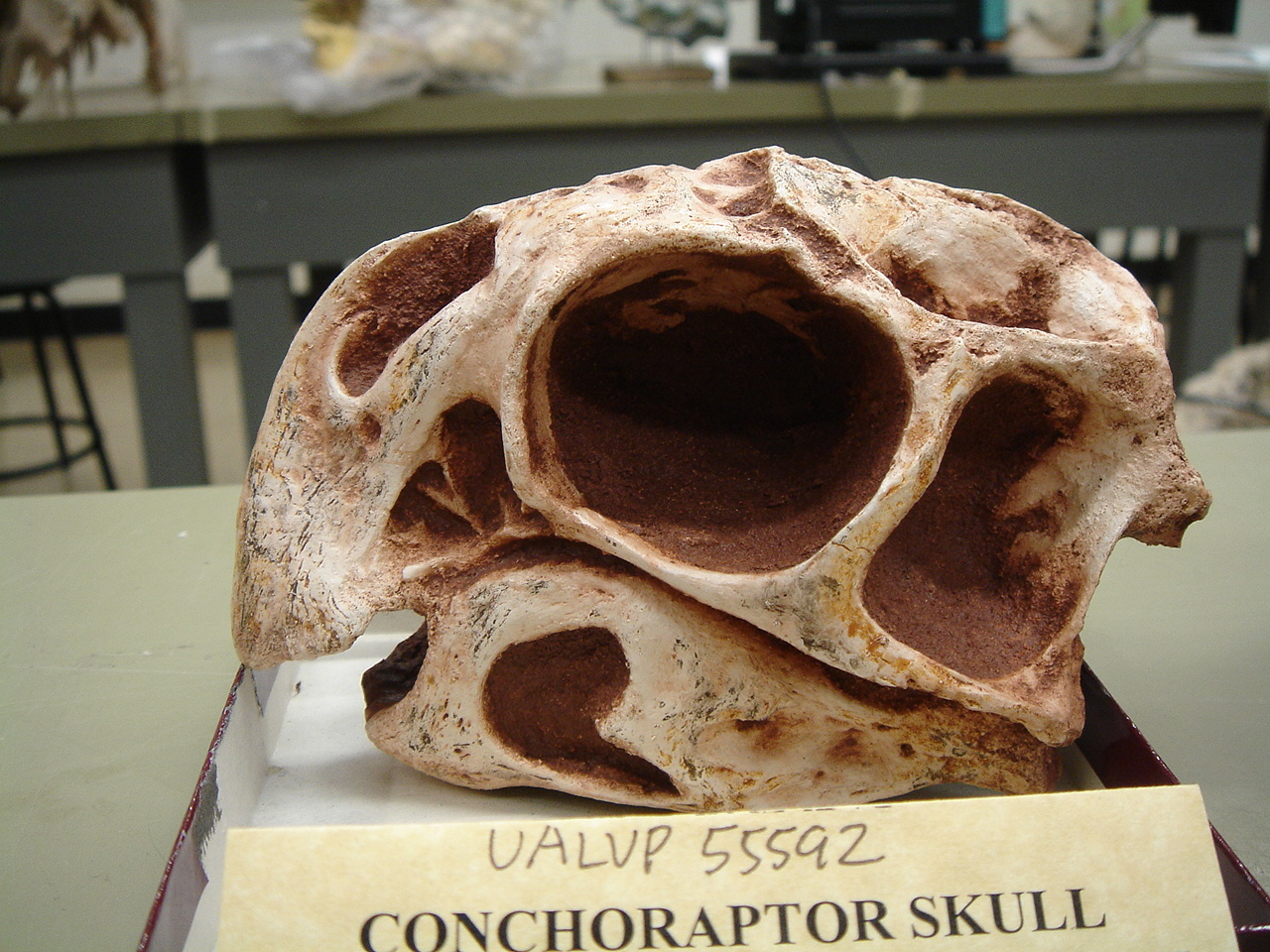
Schädel von Conchoraptor gracilis

Wie bei allen Theropoden zeigte der Schädel mehrere Schädelfenster. Das Antorbitalfenster, ein Schädelfenster vor den Augenhöhlen, war kurz und hoch. Der Caenagnathide Chirostenotes zeigte eine verlängerte Antorbitalregion, was bedeuten könnte, dass einige Caenagnathiden einen längeren Schädel als Oviraptoriden besessen haben. Die Nasenöffnungen waren groß und bei Oviraptoriden für gewöhnlich verlängert. Sie waren hoch gelegen, meist elliptisch und annähernd vertikal ausgerichtet. Die Augenhöhle (Orbit) sowie das Mandibularfenster im Unterkiefer waren groß. Das Infratemporalfenster, ein Schädelfenster hinter der Augenhöhle, war viereckig und etwa so groß wie die Augenhöhle.
Die Schädelknochen waren außer bei Caudipteryx stark pneumatisiert (hatten Hohlräume), bei Incisivosaurus waren zumindest Nasenbein, Tränenbein und Quadratbein pneumatisiert. Im Gegensatz zu anderen Theropoden war bei den Oviraptorosauria das Scheitelbein mindestens so lang wie das Stirnbein.
Bei manchen Vertretern der Oviraptoriden bildeten verschiedene Schädelknochen einen auffälligen, stark pneumatisierten Schädelkamm, der dem heutiger Kasuare ähnelte. Da ein Schädelkamm lediglich an großen Schädeln nachgewiesen wurde, wird vermutet, dass er sich ähnlich wie bei Kasuaren erst bei erwachsenen Tieren entwickelte, während er bei Jungtieren noch fehlte (Allometrie).
Computergestützte Rekonstruktionen der Schädel und der Kieferadduktorenmuskulatur von Citipati, Khaan, Conchoraptor und Incisivosaurus, ergaben, dass die Oviraptorosauria erheblich stärkere Bisskräfte hatten als andere Theropoden (Ornithomimosauria und Therizinosauria) für die eine vorwiegend pflanzenbasierte Ernährungsweise vermutet wird. Dies könnte eine Anpassung an die Nutzung zäher Vegetation darstellen. Unterschiede in der relativen Stärke der Kieferadduktoren zwischen gleichzeitig vorkommenden Oviraptoriden können neben der Körpergröße ein Faktor bei der Nischenaufteilung sein.

### Rumpfskelett und Gliedmaßen
Nahezu vollständige Wirbelsäulen sind von vielen Oviraptoriden bekannt. Der Hals war relativ lang und zeigte 1 bis 2 Halswirbel mehr als bei anderen Theropoden. Da der Schwanz kurz war, war der Hals stark „S“-förmig gekrümmt, um den Kopf möglichst aufrecht zu tragen, damit so das Gleichgewicht gewahrt werden konnte. Insgesamt waren wahrscheinlich 12 bis 13 Halswirbel vorhanden – wobei der Hals mehr als doppelt so lang war wie der Schädel. Des Weiteren finden sich 9 bis 10 Rücken-, 6 bis 8 Kreuzbein- (Synsakrum), und 22 bis 32 Schwanzwirbel, wobei der Schwanz kürzer war als bei den meisten anderen Theropoden. Bei Nomingia, Similicaudipteryx Citipati und Conchoraptor waren die letzten zwei bis vier Schwanzwirbel zu einem Pygostyl verschmolzen, ein Merkmal, das ansonsten nur von Vögeln bekannt ist. Wahrscheinlich trugen die Schwänze lange, gefächerte Schwanzfedern, die dem Imponierverhalten oder zur Balz aufgestellt oder gespreizt wurden. Bei den Oviraptoriden zeigten sämtliche Wirbel bis auf die letzten Schwanzwirbel Pleurocoele, waren also auf der Vorderseite ausgehöhlt. Ein weiteres Merkmal vieler Oviraptorosauria waren tiefe Hypapophysen, die an der vorderen Hälfte der Wirbelzentren von zwei bis drei Wirbeln am Übergang zwischen Hals und Rücken verliefen. Die Wirbelzentren waren pneumatisiert, also mit möglicherweise luftgefüllten Kammern durchzogen.
Das paarige Schlüsselbein in der Schulterregion war wie bei heutigen Vögeln zur Furcula (Gabelbein) verwachsen. Die Beckenknochen waren nicht miteinander verschmolzen, außer bei Avimimus. Die Arme machten 40 bis 65 Prozent der Länge der Hinterbeine aus. Die Hand war dreistrahlig und am zweiten Strahl am längsten. Der erste Finger war kräftig, während der dritte Finger dünn und oft reduziert war – bei Caudipteryx bestand er lediglich aus zwei Fingergliedern (Phalanges). Der Oberschenkelknochen (Femur) machte 30 Prozent der Hinterbeinlänge aus, wobei das Schienbein (Tibia) um 15 bis 20 Prozent länger war als der Oberschenkelknochen. Der Fuß machte 30 bis 35 Prozent der Länge der Hinterbeine aus.
Der Mittelfuß von Avimimus und der Caenagnathiden ist als Arctometatarsus ausgebildet, das heißt, dass der dritte (mittlere) Mittelfußknochen nur im unteren Teil in etwa genauso breit war wie beiden anderen und sich im oberen Teil stark verjüngte. Dieses Merkmal fehlt jedoch bei den Oviraptoriden und Caudipteryx.

## Paläoökologie
Unzweifelhafte Überreste der Oviraptorosauria stammen bisher lediglich aus der nördlichen Hemisphäre aus Asien und Nordamerika, obwohl es Berichte über mögliche fragmentarische Oviraptoriden-Überreste auch aus der südlichen Hemisphäre gibt. Vertreter der Gruppe wurden in vielen verschiedenen Ökosystemen nachgewiesen. Am häufigsten finden sich Überreste in der Oberkreide Zentralasiens in Gesteinen, die auf ein sehr trockenes Habitat mit Sanddünen hinweisen. In Nordamerika sind fossile Überreste seltener und tauchen sporadisch in Sedimenten auf, die in der Oberkreide (Campanium und Maastrichtium) von Flüssen abgelagert wurden.

## Systematik

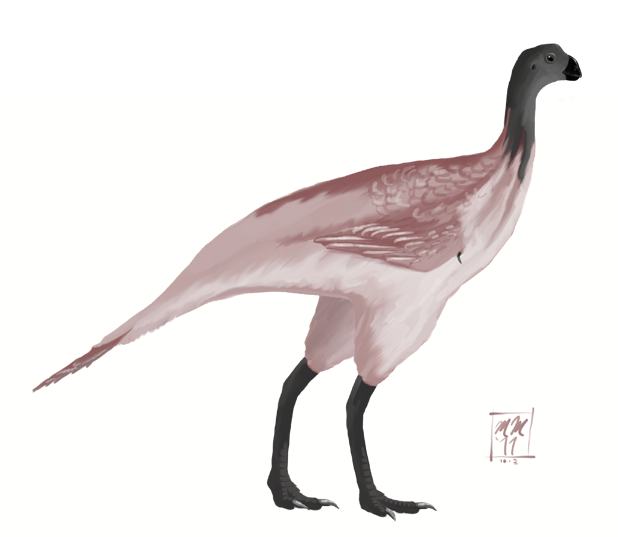
Avimimus

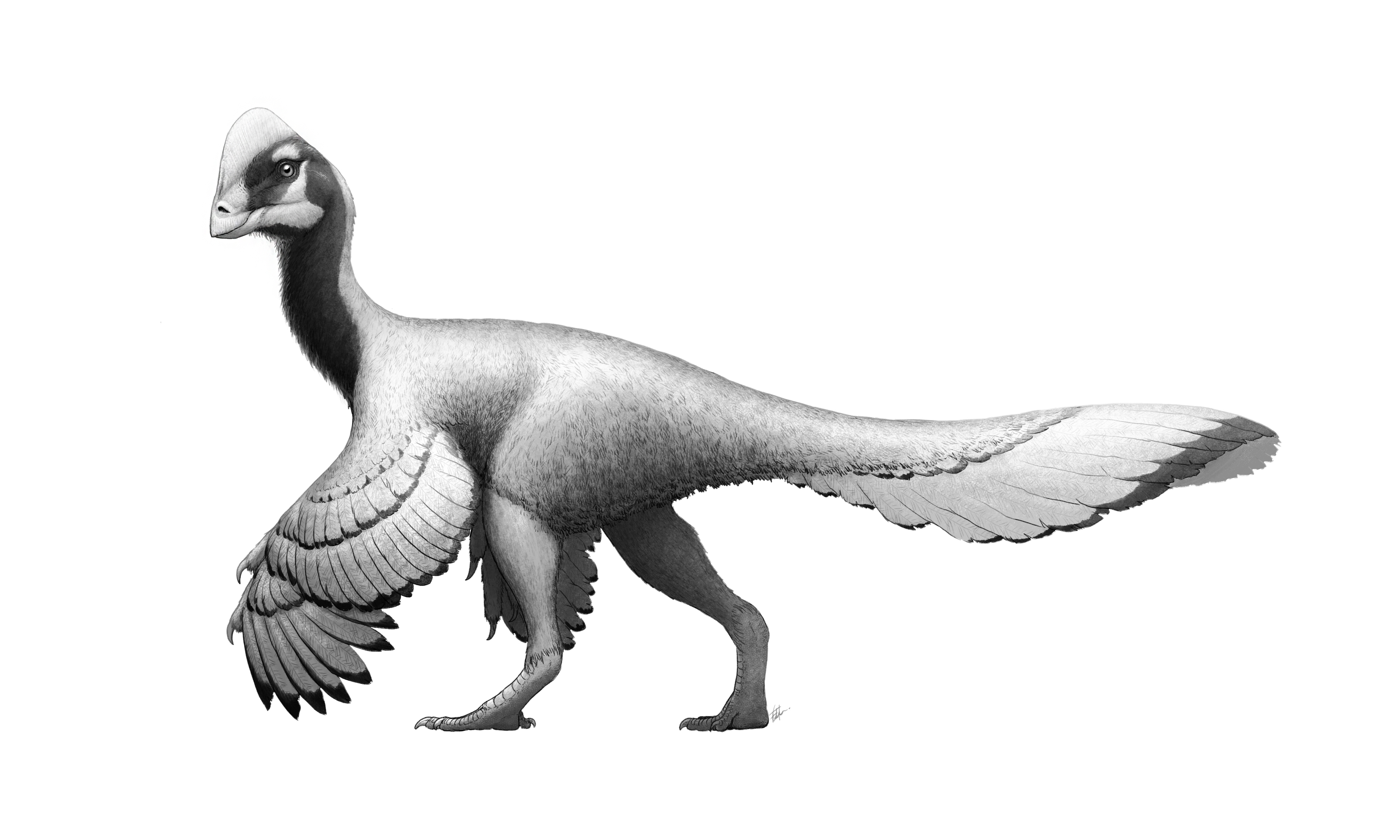
Anzu

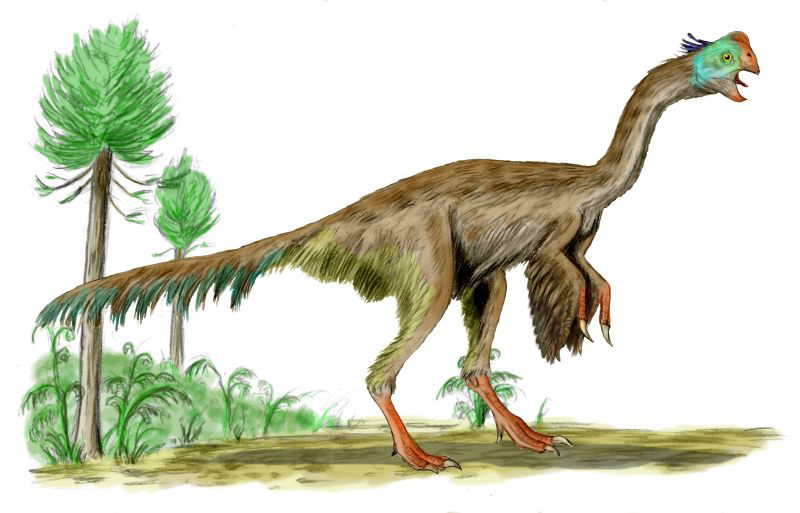
Gigantoraptor

- Oviraptorosauria
  - Incisivosaurus
  - Protarchaeopteryx
  - Avimimidae
    - Avimimus

  - Caudipteridae
    - Caudipteryx
    - Similicaudipteryx
    - Xingtianosaurus[7]

  - Caenagnathoidea
    - Hagryphus
    - Nankangia[8]
    - Caenagnathidae
      - Anzu[9]
      - Apatoraptor[10]
      - Caenagnathasia
      - Chirostenotes
      - Elmisaurus
      - Epichirostenotes
      - Leptorhynchos
      -  ?Nomingia
      - Ojoraptorsaurus

    - Oviraptoridae
      - Corythoraptor[11]
      - Gigantoraptor
      - Gobiraptor[12]
      - Banji
      - Luoyanggia
      - Microvenator
      - Shixinggia
      - Tongtianlong[13]
      - Yulong[14]
      - Ingeniinae bzw. Heyuanninae
        - Conchoraptor
        - Heyuannia
        - Ajancingenia
        - Khaan
        - Machairasaurus
        - Oksoko[15]

      - Oviraptorinae
        - Citipati
        - Ganzhousaurus
        - Huanansaurus[16]
        - Nemegtomaia
        - Oviraptor
        - Rinchenia